# Талліннська оборона (1941)
З радянської сторони в обороні брали участь 10-й і 11-й стрілецькі корпуси 8-ї армії Ф. С. Іванова та загони морської піхоти, естонський та латиський робочі полки —загальною чисельністю до 27000 чоловік, з них 16000 моряків — за підтримки авіації — 85 літаків — та берегової артилерії і кораблів Балтійського флоту, обороною Таллінна керував генерал-лейтенант Попов М. М.

## Перебіг боїв
22 липня нацисти поновлюють наступ з району Тарту на Раквере — Кунда та з району Пярну на Мяр'ямаа. Того ж дня 12 радянських торпедних катерів ставлять мінні загородження на виходах з шхерних фарватерів в районі Хапасарі. Торпедні катери капітан-лейтенанта Осипова С. О. та старшого лейтенанта Гуманенка В. П. потопили два німецькі тральники та пошкодили міноносець.
Столиця Естонської РСР не була готова до боїв на суші, оборонні споруди почали зводитися з другої половини липня 1941 року за участі інженерного відділу Балтійського флоту, військ та місцевих жителів; будівництво завершити не вдалося. Цими роботами керував інженер-капітан В. К. Коновалов, згодом командир підводного човна.
Головна оборонна лінія споруджувалася за 9-12 кілометрів від міста, друга лінія зводилася на підходах до окраїн, до будівництва барикад та загороджень на підступах до гаваней та причалів приступили лише за 3 дні до відходу радянських військ.
В кінці липня загін воєнних моряків, сформований із особового складу кораблів та берегової оборони під керівництвом полковника Костикова І. Г. займає рубіж річки Казарі — Рапла — завдовжки близько 80 кілометрів. Загін відбивав німецькі атаки з боку Пярнуського шосе, прикриваючи роботи по зведенню оборонних споруд.
1 серпня біля Мяр'ямаа займає позиції один батальйон окремої бригади морської піхоти, три батальйони — на північ на підступах до Таллінна, Палдіскі оборонявся будівельним батальйоном.
3 серпня радянські літаки БФ штурмували противника в районах Раквере та Старо-Фінері, бомбардували Пярну. Того ж дня відбувся наліт Ю-88 на аеродром в Таллінні, на рейді Рохукюла пошкоджений есмінець «Енгельс».
Війська 18-ї армії німецької групи армій «Північ» 5 серпня вийшли на підступи до Таллінна, перервали шосе на Нарву, зв'язок телеграфний та телефонний з Ленінградом перервався.
Того ж дня командування Балтійського флоту приймає рішення про створення штабу оборони головної бази, його очолює генерал-майор берегової служби Зашихін.
7 серпня пробилися до Фінської затоки в районі Юмінда — Кунда та відрізали радянські війська в місті. 10-й стрілецький корпус відходить на Таллінн, 11-й — до Нарви.
Для оборони Таллінна застосовувалися два бронепоїзди, виготовлені за 2 тижні на Талліннському суднобудівному заводі, пристосовані до вузькоколійки. Ці потяги використовувалися південніше Таллінна на лінії Лііва — Рапла — Юлемісте — фосфорний завод. Бронепоїзд № 1 здійснив 3 рейди в німецький тил біля Рапли, біля станції Кійзі висадилася група матросів провела бій та відійшла залізницею, бронепотяги діяли до 27 серпня, при відступі залишені на станції Таллінн-порт.
8 серпня німецькі війська виходять до затоки Хара-Лахта.
10 серпня наступ німецьких сил на Таллінн був зупинений.
Німецьке командування виставило в напрямі Таллінна 4 піхотні дивізії за підтримки авіації, артилерії та танків — загальною чисельністю до 60000 вояків.
14 серпня керування керівництво обороною Таллінна покладається на Військову раду Балтійського флоту.
Рубіж від затоки Палдіскі-Лахті до бухти Хара-Лахта займає 10-й стрілецький корпус разом з морською піхотою та флотськими частинами — 14 стрілецьких частин та підрозділів, танкова рота — 13 Т-26, та інші загони — загальна чисельність становила близько 20000 осіб.
Канонерські човни «Аргунь» та «Москва» (командир дивізіону капітан 2-го рангу Антонов Н. В.) відбивали німецькі спроби прорватися по узбережжю зі сходу.
17 серпня німецькі війська займають Нарву.
19 серпня нацисти починають артилерійський обстріл зі східної сторони оборонної лінії, 6 торпедних катерів намагаються вийти на рейд головної бази, були відігнані біля острова Кері вогнем артбатареї.
20 серпня поновлюється німецький наступ на всьому фронті, основний удар наноситься в прибережній смузі зі сходу в напрямі Кусалу — Миза|миза]] Кодасо — в місці недовершених оборонних споруд. До цього часу загальний фронт оборони становив до 180 кілометрів, хронічно не вистачало артилерії. Бойовими частинами прикривалися лише найважливіші напрями та ділянки, неприкриті розриви між батальйонами та ротами сягали 5-8 км, полки займали оборону в 25-30 км — у 156-го стрілецького полку оборонна лінія сягала 28 кілометрів. Особливо стійко оборонявся загін морської піхоти полковника Костікова Івана Григоровича.
21 серпня радянські частини приймають спробу контрнаступу, але швидко були відкинуті, лівофлангові підрозділи 22-ї мотострілецької дивізії НКВС за підтримки артилерійської батареї острова Аегна та канонерських човнів «Аргунь» і «Москва» зуміли закріпитися в районі бухти Колга-Лахт. Моряки Кострікова відбили 5 німецьких атак, до вечора змушені відійти.
22 серпня в постійних боях німецькі частини досягають рубежу за 12 кілометрів від Таллінна.
В другій половині 23 серпня бої йшли вже на рубежі річки Піріта; моряки Кострікова оборонялися за 16 кілометрів від Палдіскі, при повному оточенні полковник повів загін в останню атаку. Корабель «Кіров» з лідером «Ленінград» вели вогонь по скупченню танків біля переправи через річку Кейла, було знищено 12 танків, двохгарматну гаубичну батарею, вбито багато піхотинців.
Ближні підступи до Таллінна захищала 1-ша бригада морської піхоти полковника Парафила, які разом із зенітниками відбивали по кілька атак за день. Зенітно-кулеметна рота молодшого лейтенанта Казбана за добу відбила «психічні атаки» двох німецьких батальйонів, згідно звітів, було вбито до 500 солдатів противника. Використання снарядів на кораблях та артбатареях сягало 2000 на добу.
24 серпня на фронт вирушає останній резерв оборони — талліннська міліція, загін матросів-добровольців та курсантів Вищого військово-морського училища ім. Фрунзе.
25 серпня німецькі сили отримують артилерію та важкі міномети, сили Люфтваффе проводять безперервне бомбардування — крейсер «Кіров» за день зазнав 7 авіанальотів, після артилерійської підготовки проводиться наступ по всьому периметру. Радянські війська відходять на головний рубіж оборони, що знаходився в передмісті Таллінна, сили вермахту отримують можливість повністю прострілювати місто та порт.
26 серпня вночі німецькі невеликі загони просочуються в передмістя, від бомбардувань з повітря починаються пожежі. Цього часу нацистські сили прориваються до Ленінграду, і ставка ВГК приймає 26 серпня рішення про перебазування гарнізону та флоту з Таллінна в Ленінград та Кронштадт, того ж дня невеликі кораблі відводяться за півострів Пальясааре. Того ж дня був потоплений транспорт «Луначарський».
27 серпня віце-адмірал Трибуц отримує наказ евакуації військ в Кронштадт, того ж дня починаються вуличні бої в Таллінні — радянською контратакою як прикриттям до підготовки евакуації. Ранком того дня починається німецький наступ з південного заходу в напрямі села Харку, з півдня — на Раудату, зі сходу — на озеро Юлемісте та село Козе — всі з ціллю прорватися до шляхів відходу в пристані. Оборону тут тримали 22-га мотострілецька дивізія НКВД, 1-ша бригада морської піхоти та 54-й окремий батальйон зв'язку.
Евакуація починається 28 серпня, ранком кораблі виходять на рейд, пополудні знімаються з якоря. 29 серпня почався Талліннський перехід. На кораблях відпливло близько 20000 бійців та мирного населення, в гавані затоплені старий мінний загороджувач «Амур» та три шхуни, виставлено мінні загородження.

Бронепотяг виробництва Талліннського кораблеремонтного заводу

## Значення
Оборона Таллінна не зробила значного внеску до стримування наступу німецьких військ на Ленінградському стратегічному напрямі. Надзвичайно швидке просування німецьких сил на Ленінград практично паралізувало дії Балтійського флоту, котрий змушено обмежувався діями в Фінській затоці з огляду на виставлені нацистами та фінами мінні поля. 5 вересня 1941 німецькі війська повністю зайняли територію Естонії.